# Viktor Burayev
Viktor Mikhaylovich Burayev, en russe : Виктор Михайлович Бураев, né le 23 août 1982 à Penza, est un athlète russe spécialiste des épreuves de marche athlétique courtes. Le 5 août 2008, il est suspendu deux ans pour dopage à la suite d'un contrôle positif et a décidé d'arrêter sa carrière à la suite de cette suspension.

## Carrière

### Palmarès
| Date | Compétition                  | Lieu              | Résultat | Épreuve              |
| ---- | ---------------------------- | ----------------- | -------- | -------------------- |
| 2000 | Championnats du monde junior | Santiago du Chili | 3e       | 10 000 mètres marche |
| 2001 | Coupe d'Europe de marche     | Dudince           | 1er      | 20 kilomètres marche |
| 2001 | Championnats du monde        | Edmonton          | 3e       | 20 kilomètres marche |
| 2002 | Championnats d'Europe        | Munich            | 4e       | 20 kilomètres marche |
| 2004 | Coupe du monde de marche     | Naumburg          | 7e       | 20 kilomètres marche |
| 2004 | Jeux olympiques              | Athènes           | 22e      | 20 kilomètres marche |
| 2006 | Coupe du monde de marche     | La Corogne        | 7e       | 20 kilomètres marche |
| 2006 | Championnats d'Europe        | Göteborg          | 4e       | 20 kilomètres marche |

### Records
| Épreuve              | Performance     | Lieu   | Date        |
| -------------------- | --------------- | ------ | ----------- |
| 10 000 mètres marche | 38 min 46 s 4   | Moscou | 20 mai 2000 |
| 20 kilomètres marche | 1 h 18 min 06 s | Adler  | 4 mars 2001 |